# Codex Vaticanus latinus 3872
Le Codex Vaticanus latinus 3872 est un manuscrit conservé à la Bibliothèque apostolique vaticane copié entre 870 et 875 à l'abbaye de Corbie et contenant des textes de Sénèque l'Ancien.

## Description
Ce manuscrit sur parchemin est relié en cuir rouge cartonné, le dos en cuir noir comportant le blason de Pie IX. Il se présente sous la forme de dix-sept fascicules de quatre feuillets et d'un fascicule de trois feuillets, avec un côté corné à l'extérieur. Ses feuillets mesurent 23,5 cm sur 19 cm et sont rédigés en écriture caroline avec texte en pleine page commençant du côté verso. Des notes en marge aux feuillets 2 verso, 5 recto et 8 verso sont attribuées à l'érudit Jean Jouffroy (1412-1473), qui fut nommé cardinal en 1461.
Le manuscrit reprend les Suasoriae (folio 1 verso au folio 23 verso) et les Controversiae (fascicules I, II, VII, IX et X), etc.
Montaigne évoque ce manuscrit dans son Journal du voyage qu'il fit à Rome en 1581, lorsqu'il visita la Bibliothèque apostolique vaticane, le 6 mars de cette année.